# Kalkulatorisches Wagnis
Das kalkulatorische Wagnis ist im Rechnungswesen ein Teil der kalkulatorischen Kosten, welche die aus dem unternehmerischen Wagnis resultierenden befürchteten oder erwarteten Verluste in der Kostenrechnung abbilden sollen.

## Allgemeines
Es gibt Kostenarten im Unternehmen, die nicht als Aufwand (pagatorische Kosten) in der Gewinn- und Verlustrechnung erscheinen, aber dennoch bei der Kalkulation in der Kostenrechnung berücksichtigt werden müssen. Diese Zusatzkosten oder Anderskosten werden in der unternehmensinternen Preiskalkulation verwendet, damit sie die Selbstkosten der Kostenträger mit dem effektiven Werteverzehr belasten. Zu diesen kalkulatorischen Kosten gehören im Einzelnen Abschreibungen, Zinsen, Mieten, Unternehmerlohn und Wagnisse.

## Allgemeines unternehmerisches Wagnis
Unternehmerische Tätigkeit ist immer mit Risiken (= Wagnissen) verbunden, die zu unvorhersehbaren Verlusten führen können. Bei diesen Risiken wird zwischen dem allgemeinen Unternehmerrisiko und Einzelrisiken unterschieden. Zum allgemeinen Unternehmerrisiko gehören insbesondere Wagnisse, die aus der gesamtwirtschaftlichen Entwicklung entstehen (wie Konjunkturrückgänge, plötzliche Bedarfsverschiebungen, Angebotsverschiebungen, Geldentwertung oder technischer Fortschritt). Diese allgemeinen unternehmerischen Risiken zählen nicht zu den kalkulatorischen Kosten und finden in der Kosten- und Leistungsrechnung keine Berücksichtigung. Sie werden durch den Gewinnzuschlag auf die Selbstkosten abgegolten.
Unternehmerische Wagnisse sind wie folgt zu berücksichtigen:
- Allgemeines Unternehmerwagnis: in der Gewinnspanne,
- versicherte Wagnisse: Prämienzahlung an Versicherungen,
- Wagnisverluste: Kosten für eingetretene Wagnisverluste und
- kalkulatorische Wagniskosten.

## Spezielle unternehmerische Einzelwagnisse
Vielmehr geht es um betrieblich bedingte Einzelwagnisse, die mit einer bestimmten wirtschaftlichen Tätigkeit zusammenhängen. Zu den speziellen Wagnissen gehören vor allem die Feuergefahr, Diebstähle, Unfälle, Personalauswahl, Forderungsverluste oder Gewährleistungsrisiken. Daneben entstehen aus der Eigenart des Wirtschaftszweiges besondere Risiken wie etwa Schiffsverluste, Bergschäden, Abgas- und Abwasserschäden oder Kosten für misslungene Forschungs- und Konstruktionsarbeiten. Sind diese Einzelwagnisse jedoch versichert, werden sie beim kalkulatorischen Wagnis nicht berücksichtigt. Soweit sie durch den Abschluss von Versicherungen gedeckt sind, stellen sie Ausgaben, Aufwand und Kosten dar. Soweit sie nicht gedeckt sind, werden kalkulatorische Wagniszuschläge gewissermaßen als Selbstversicherung in die Gemeinkosten eingerechnet.
Etwa 50 % der deutschen Industrieunternehmen setzen keine kalkulatorischen Wagniskosten an. Die übrigen Unternehmen berücksichtigen zu 62 % das Gewährleistungswagnis, zu 46 % das Forderungswagnis, zu 39 % das Währungswagnis. Das Gewährleistungswagnis ist das Risiko, dass das Unternehmen ein mangelhaftes Produkt innerhalb der Gewährleistungsfrist oder aus Kulanzgründen auf eigene Kosten ersetzen oder reparieren muss. Die Häufigkeit von Gewährleistungsfällen ergibt sich dabei aus folgender Formel:
{\displaystyle {\mbox{Gewährleistungshäufigkeit}}={\frac {\mbox{Gewährleistungsfälle der letzten 5 Jahre}}{\mbox{Umsatzerlöse der letzten 5 Jahre}}}}
Durch die Ausdehnung auf 5 Jahre werden etwaige Zufallsergebnisse der jüngeren Vergangenheit geglättet. Da die Schadensfälle zufällig und unregelmäßig auftreten, würde ihre Verrechnung in die Gemeinkosten der Periode, in der sie angefallen sind, zu Zufallsschwankungen in der Kalkulation führen. Deshalb werden die durch tatsächlich eingetretenen Schadensfälle bedingten Aufwendungen in der Erfolgsrechnung der Periode, in der sie angefallen sind, als neutraler Aufwand erfasst. In der Kostenrechnung hingegen wird der eingetretene Werteverzehr durch gleichmäßige kalkulatorische Wagniszuschläge berücksichtigt.

## Betriebswirtschaftliche Aspekte
Kalkulatorische Kosten werden zwar in der Kostenrechnung verrechnet und gehen auch in das Betriebsergebnis ein, wirken sich jedoch im externen handelsrechtlichen Jahresabschluss nicht aus und sind dort deshalb nicht erkennbar. Die interne Preiskalkulation richtet sich nicht nach dem handelsrechtlichen pagatorischen Ergebnis, sondern nach dem Ergebnis der Kostenrechnung, wo die kalkulatorischen Kosten erfasst werden. Die Preisuntergrenze würde zu niedrig kalkuliert, wenn auf die Einbeziehung der kalkulatorischen Wagnisse verzichtet wird. Die interne Preiskalkulation liefert durch ihre Einbeziehung den Preis, den ein Unternehmen am Markt für seine Produkte oder Dienstleistungen idealerweise verlangen müsste. Ist dieser Preis aus Wettbewerbsgründen nicht erzielbar, muss der konkurrenzfähige Preis ausgewählt werden. Kalkulatorische Kosten sollen eine faire, vergleichbare Kostenstruktur im Rahmen einer Profitcenter-Rechnung erzeugen.